# Arhopala evandra
Arhopala evandra är en fjärilsart som beskrevs av Corbet 1941. Arhopala evandra ingår i släktet Arhopala och familjen juvelvingar. Inga underarter finns listade i Catalogue of Life.